# Christen Andersen Thyregod
Christen Andersen Thyregod, född den 12 november 1822 i byn Thyregod vid Vejle, död den 31 juli 1898, var en dansk skollärare och författare, far till Oskar Thyregod och farfar till Ib Thyregod. 
Andersen Thyregod växte upp i fattigdom, men ådrog sig 1845 genom en dikt en viss uppmärksamhet och hjälptes in vid skollärarseminariet i Jellinge, där han tog examen 1849. Han verkade som skollärare i Jylland 1852-81. Från 1867 utgav han en rad skildringar ur det jylländska allmogelivet, vilka utmärker sig lika mycket genom trohet i framställningen som genom allvarlig moralisk riktning. Andersen Thyregods skrifter är dels samtidsskildringar, som Blandt Bønder (8 band, 1869-71), Fra Herregaard og Landsby (2 band, 1874-75), Skildringer af det virkelige Liv (1875), Fra afsides Egne (2 band, 1876-77), Godtfolk og Kjaltringer (1880), dels teckningar av flydda tider, som Vildtvoxende Skikkelser (1882), Mosgroede Minder (2 band, 1883-84) och Historier og Sagn (2 band, 1886-87), inalles omkring 300 berättelser. Åren 1906-07 utkom ett urval Fortællinger (3 band), som kompletteras av Skildringer (4 band, 1905-14). En samling av Andersen Thyregods berättelser utgavs 1876-81 på svenska i "Illustrerade folkböcker".